# Alexandra Shaffer
Alexandra Shaffer detta Alex (Aspen, 23 gennaio 1976) è un'ex sciatrice alpina statunitense.
È indicata anche con il cognome del coniuge, Wubbels.

## Biografia

### Carriera sciistica
Alexandra Shaffer esordì in Coppa del Mondo il 18 novembre 1995 a Vail/Beaver Creek in slalom speciale, senza completare la prova, e ai Giochi olimpici invernali a Nagano 1998, dove si classificò 9ª nella combinata e non completò lo slalom gigante. Il 17 gennaio 1999 ottenne a Sankt Anton am Arlberg in slalom speciale il miglior piazzamento in Coppa del Mondo (17ª) e ai successivi Mondiali di Vail/Beaver Creek 1999, sua unica partecipazione iridata, si piazzò 27ª nello slalom gigante e 15ª nello slalom speciale. Sempre nel 1999 conquistò l'ultima vittoria in Nor-Am Cup, il 27 marzo a Mount Hood in slalom gigante.
Prese per l'ultima volta il via in Coppa del Mondo il 31 gennaio 2002 a Åre in slalom gigante, senza completare la prova, e ai successivi XIX Giochi olimpici invernali di Salt Lake City 2002, sua ultima presenza olimpica, fu 28ª nello slalom gigante. Il 12 marzo 2003 ottenne a Panorama nella medesima specialità l'ultimo podio in Nor-Am Cup (3ª) e si ritirò al termine della stagione 2003-2004; la sua ultima gara fu uno slalom gigante FIS disputato il 6 aprile a Lutsen, vinto dalla Shaffer.

### Altre attività
Dopo il ritiro divenne infermiera presso l'ospedale dell'Università dello Utah e fu protagonista nel 2017 di un caso di cronaca, quando si rifiutò di eseguire un prelievo del sangue da un paziente privi di sensi nonostante una richiesta della polizia.

## Palmarès

### Coppa del Mondo
- Miglior piazzamento in classifica generale: 85ª nel 1999

### Nor-Am Cup
- Miglior piazzamento in classifica generale: 4ª nel 1997 e nel 1999
- Vincitrice della classifica di slalom gigante nel 1999
- 3 podi (dati dalla stagione 1994-1995):
  - 2 vittore
  - 2 secondi posti
  - 9 terzi posti

#### Nor-Am Cup - vittorie
| Data          | Località                    | Paese       | Specialità |
| ------------- | --------------------------- | ----------- | ---------- |
| 28 marzo 1997 | Mont-Tremblant/Mont Garceau | Canada      | GS         |
| 27 marzo 1999 | Mount Hood                  | Stati Uniti | GS         |

Legenda:

GS = slalom gigante

### South American Cup
- 1 podio (dati dalla stagione 1994-1995):
  - 1 secondo posto

### Campionati statunitensi
- 4 medaglie (dati dalla stagione 1994-1995):
  - 2 ori (slalom gigante, slalom speciale nel 1999)
  - 2 bronzi (slalom speciale nel 1997; discesa libera nel 1998)